# عدالت کیفری
عدالت کیفری (انگلیسی: Criminal justice) اجرای عدالت در مورد کسانی است که مرتکب امری جنایی شده‌اند. نظام تحقق عدالت کیفری سازمان یا آژانسی حکومتی است که در پی شناسایی و دستگیری افراد متخلف از قانون با هدف تنبیه آنان است. اهداف شامل توانبخشی به مجرمان، جلوگیری از جنایات دیگر و حمایت اخلاقی از قربانیان است. سازمان‌های نخستین برای نیل به عدالت کیفری شامل پلیس، دادستان و وکیل مدافع، دادگاه و در نهایت زندان است.